# Condylostylus inermis
Condylostylus inermis är en tvåvingeart som först beskrevs av Friedrich Hermann Loew 1861.  Condylostylus inermis ingår i släktet Condylostylus och familjen styltflugor. Inga underarter finns listade i Catalogue of Life.